# Stanisław Niewiarowski

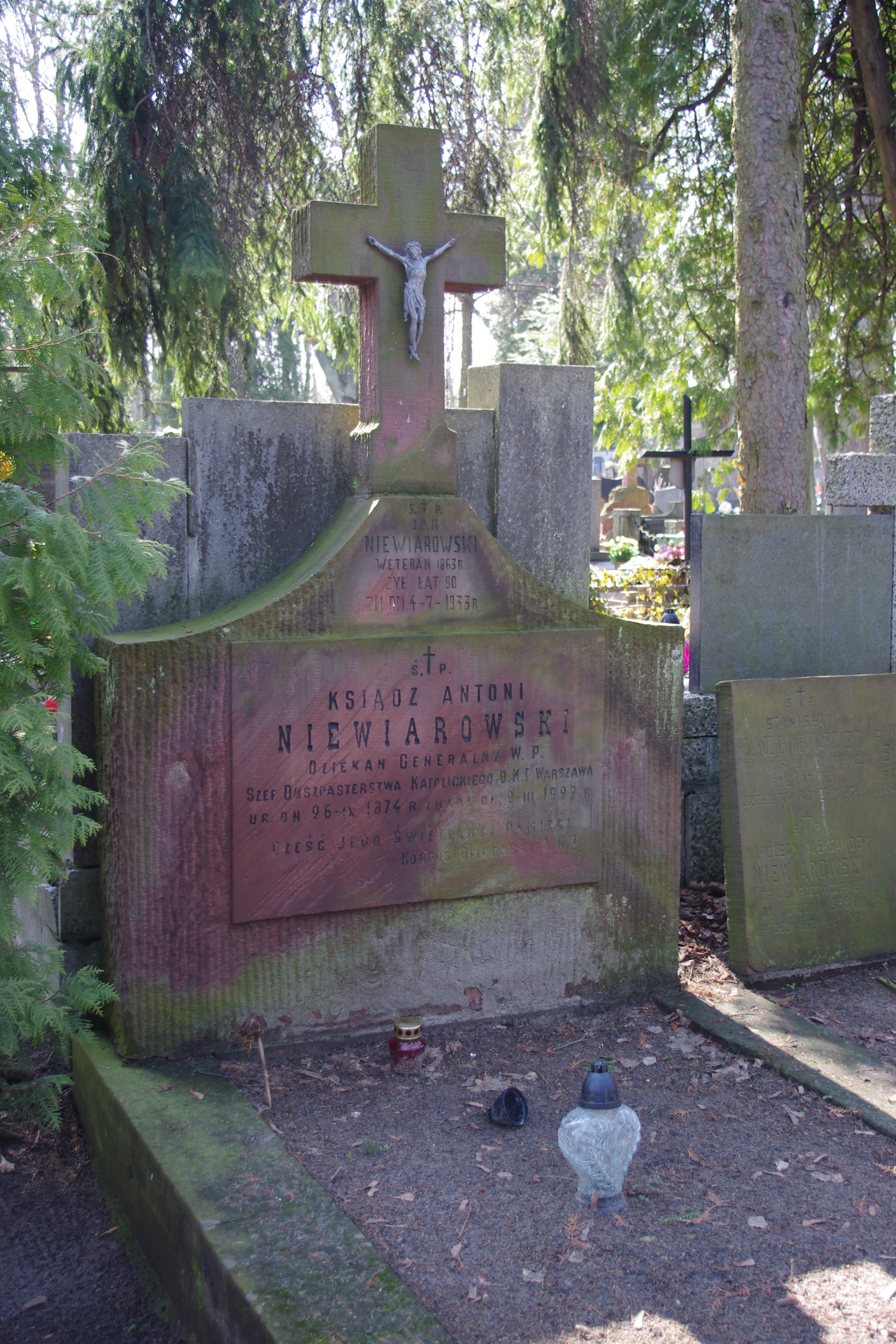
Po prawej miejsce spoczynku kmdr. Stanisława Niewiarowskiego. Po lewej nagrobek ks. Antoniego Niewiarowskiego i Jana Niewiarowskiego

Stanisław Niewiarowski herbu Półkozic (ur. 26 maja 1879, zm. 25 lipca 1935 w Warszawie) – komandor Marynarki Wojennej.

## Życiorys
Urodził się 26 maja 1879. 
Z dniem 10 listopada 1918 roku został przydzielony do Departamentu Gospodarczego Ministerstwa Spraw Wojskowych w Warszawie. 6 lutego 1919 roku został przyjęty do Wojska Polskiego z byłych korpusów wschodnich i byłej armii rosyjskiej i zatwierdzeniem posiadanego stopnia podpułkownika.
Od 22 listopada 1920 do 25 października 1921 w stopniu komandora był komendantem Kadry Marynarki Wojennej w Toruniu. Był szefem biura KTZ. Został zweryfikowany w stopniu komandora ze starszeństwem z dniem 1 czerwca 1919 roku w korpusie oficerów rezerwy rzeczno-brzegowych. W 1923, 1924 był przydzielony do Dowództwa Okręgu Korpusu Nr VIII jako oficer zatrzymany w służbie czynnej. W maju 1924 roku został odkomenderowany do Powiatowej Komendy Uzupełnień Warszawa Miasto II celem odbycia praktyki poborowej do dnia 1 września tego roku. W 1934 jako komandor stanu spoczynku pozostawał w ewidencji Powiatowej Komendy Uzupełnień Warszawa Miasto III. Był wówczas „przewidziany do użycia w czasie wojny”.
Był żonaty, miał dzieci. Zmarł 25 lipca 1935 roku w Warszawie (kwatera A16-1-2). Został pochowany 29 lipca 1935 roku na Cmentarzu Wojskowym na Powązkach w Warszawie. W tym samym miejscu został pochowany Napoleon Aleksander Niewiarowski (zm. w 1938 w wieku 28 lat), zaś tuż obok ks. Antoni Niewiarowski (1874-1927, dziekan generalny Wojska Polskiego) i Jan Niewiarowski (zm. 1933, powstaniec styczniowy).